# Liste der Kulturdenkmäler in Uelversheim
In der Liste der Kulturdenkmäler in Uelversheim sind alle Kulturdenkmäler der rheinland-pfälzischen Ortsgemeinde Uelversheim aufgeführt. Grundlage ist die Denkmalliste des Landes Rheinland-Pfalz (Stand: 3. April 2024).

## Einzeldenkmäler
| Bezeichnung                            | Lage                                                                                    | Baujahr                              | Beschreibung | Bild                           |
| -------------------------------------- | --------------------------------------------------------------------------------------- | ------------------------------------ | --- | ------------------------------ |
| Keller                                 | Dienheimer Straße, unter Nr. 1 Lage                                                     | 1752                                 | zwei tonnengewölbte Erdkeller, einer davon bezeichnet 1752 und 1843 | BW                             |
| Sommerschloss der Grafen von Leiningen | Eimsheimer Straße 7 Lage                                                                | 1722                                 | Vierseitanlage; siebenachsiger barocker Krüppelwalmdachbau, bezeichnet 1722, stattliche Zehntscheune, bezeichnet 1754, Kelterhaus bezeichnet 1754, Gewölbeställe, ehemals bezeichnet 1870, Erdkeller bezeichnet 1891, zwei Brunnen aus dem 19. Jahrhundert; im Garten barocke Ruhebank, bezeichnet 1791 | Fotos hochladen                |
| Evangelische Pfarrkirche               | Kirchstraße 2 Lage                                                                      | 1722                                 | barocker achteckiger Zentralbau, bezeichnet 1722, 1908 und 1959 (Restaurierung), Dachreiter 1817 | weitere Bilder Fotos hochladen |
| Kriegerdenkmal                         | Kirchstraße, bei Nr. 2 Lage                                                             | 1880                                 | auf dem ummauerten Kirchhof Kriegerdenkmal 1870/71, reliefierter Sandstein-Obelisk, 1880 | BW                             |
| Grabmäler und Kriegerdenkmal           | Oppenheimer Weg 18 Lage                                                                 | 1841                                 | Friedhof 1841 angelegt; im älteren Teil: - Grabmal Philipp Starck: spätklassizistischer Pfeiler mit Lorbeerkranz, um 1840/50 - Grabmal Catharina Stallmann: Pfeiler mit Eckakroteren, um 1840/50 - Grabmal Georg Stepp († 1845): Pfeiler mit Nischenfigur des uniformierten Verstorbenen - Grabmal Anna Maria Becker († 1848): spätklassizistischer Sandsteinpfeiler - Grabmal Maria Magdalena Stallmann geborene Hardt († 1849): Rosenzweigrelief - anonymes Grabmal: obeliskenähnlicher Kegelstumpf, um 1850/60 - anonymes Grabmal: gebrochene Säule, um 1850/60 - Grabmal Anna Maria Lück († 1856): spätklassizistischer Sandsteinpfeiler mit Akroterbekrönung - Grabmal Jakob Stallmann († 1857): spätklassizistischer Pfeiler - Grabmal Jacob Stallmann II († 1863): flankiert von ionischen Dreiviertelsäulen - Grabmal Jakob Neumer I († 1864): aufwendige vegetabile Reliefs - Grabmal Margarethe Hill geborene Bischmann († 1865): antikische Bekrönung - anonyme Grabmäler: zwei gusseiserne Eiserne Kreuze für Teilnehmer des Krieges 1870/71, nach 1870 - Grabmal Eheleute Conrad Abstein: Neurenaissance mit Festons, um 1880/90 - Grabmal Pauline und Frieda Diel († 1888): Kindergrab mit Engelskopf - Grabmal Eheleute Johann Stallmann IV († 1886): mit Todessymbolen und antikischer Bekrönung - Grabmal Anna Katharina Stallmann († 1887): Stele in Gründerzeitformen - Grabmal Else Schilling († 1890): Gusseisenkruzifix - Grabmal Eheleute Karl Bischmann († 1888): antikische Volutenverdachung - Grabmal Jakob Stallmann IV († 1891): Neurenaissanceformen, Einfriedung aus Gusseisen - Grabmal Eheleute Peter Becker († 1894): Gründerzeitstele mit Eckakroteren - Grabmal Friedrich Hauer († 1896): gotisierender Dekor - Grabmal Eheleute Johann Eller († 1899): mit Dreiecksgiebel über Felssockel - Grabmal Jakob Stallmann VI († 1899): mit Dreiecksgiebel über Felssockel - Grabmal Eheleute Paul Kissinger († 1899): Gründerzeitstele - Grabmal Eheleute Ludwig Schleicher I († 1899): reiche Pilasterädikula - Grabmal Jakob Stallmann († 1901): Pilasterädikula - Grabmal Eheleute Jakob Stallmann VII (um 1900): aufgeschlagenes Buch, reiche geschmiedete Einfriedung - Grabmal Albert Grassmann II († 1900): Obelisk mit Palmwedel, schmiedeeiserne Einfriedung - Grabmal Familie Georg Scherner († 1900): Neurenaissance-Schauwand - Grabmal Ottilie Martin geborene Knobloch († 1901): mit Säulchen und vegetabiler Bekrönung - Grabmal Familie Georg Lösch († 1923): Granit-Obelisk, um 1900 im jüngeren Teil: - Grabmal Familie Jakob Neumer III († 1923): klassizierende Schauwand, Bronzerelief - Grabmal Kriegerdenkmal 1914/18, Bronzegruppe, 1920er Jahre, Bildhauer A. Brandstetter, München | weitere Bilder Fotos hochladen |
| Rathaus                                | Rathausplatz 1 Lage                                                                     | 1797                                 | spätbarocker Krüppelwalmdachbau, teilweise Fachwerk, bezeichnet 1797 | Fotos hochladen                |
| Hofanlage                              | Rathausplatz 3 Lage                                                                     | 18. und 19. Jahrhundert              | großer Vierseithof, 18. und 19. Jahrhundert; zwei Wohnhäuser, Kopfbau wohl aus dem späten 18. Jahrhundert, jüngerer Bauteil um 1870/80; Garten mit geschmiedetem Gartenhaus, 1872; im Kern barocke Scheune mit Gewölbestall, um 1850/60 | Fotos hochladen                |
| Villa                                  | Rathausplatz 4 Lage                                                                     | 1904                                 | späthistoristische Villa auf bewegtem Grundriss mit reicher Dachlandschaft, bezeichnet 1904; im weitläufigen Garten malerisches Gartenhaus, um 1905/10 | Fotos hochladen                |
| Hofanlage                              | Rathausplatz 5 Lage                                                                     | letztes Viertel des 18. Jahrhunderts | stattlicher Vierseithof; Wohnhaus wohl aus dem letzten Viertel des 18. Jahrhunderts, im Kern eventuell älter, im 19. Jahrhundert überformt; Ökonomie, verputzte Bruchsteinbauten, um 1870/80; Toranlage bezeichnet 1790; platzbildprägend | Fotos hochladen                |
| Gasthaus „Zum Schwanen“                | Römerstraße 2 Lage                                                                      | frühes 18. Jahrhundert               | teilweise mit Zierfachwerk, frühes 18. Jahrhundert, Türsturz bezeichnet 1763 | Fotos hochladen                |
| Wasserbehälter Weinolsheim             | nördlich des Ortes und östlich von Weinolsheim; Flur Auf der obersten Dienstleiter Lage | 1907                                 | kubischer Jugendstil-Typenbau, bezeichnet 1907, Architekt Wilhelm Lenz, Kulturinspektion Mainz | weitere Bilder Fotos hochladen |
| Weinbergshaus                          | nordöstlich des Ortes; Flur Der Graunsberg Lage                                         | erste Hälfte des 19. Jahrhunderts    | erdgedecktes Weinbergshaus, wohl aus der ersten Hälfte des 19. Jahrhunderts | BW                             |
| Weinbergshaus                          | östlich des Ortes; Flur Zwingenberg (oberhalb von Ludwigshöhe) Lage                     | erste Hälfte des 19. Jahrhunderts    | erdgedecktes Weinbergshaus, wohl aus der ersten Hälfte des 19. Jahrhunderts | BW                             |
| Wasserbehälter Uelversheim             | südöstlich des Ortes; Flur Am Alsheimer Weg Lage                                        | 1906                                 | barockisierender Typenbau, bezeichnet 1906, Architekt Wilhelm Lenz, Kulturinspektion Mainz | weitere Bilder Fotos hochladen |
| Weinbergshaus                          | südöstlich des Ortes; Flur In der Sandkaute Lage                                        | erste Hälfte des 19. Jahrhunderts    | erdgedecktes Weinbergshaus, wohl aus der ersten Hälfte des 19. Jahrhunderts | weitere Bilder Fotos hochladen |